# Comté de Taylor (Géorgie)
Pour les articles homonymes, voir Comté de Taylor.
Le comté de Taylor est un comté de Géorgie, aux États-Unis.

## Démographie
| 1860  | 1870  | 1880  | 1890  | 1900  | 1910   |
| ----- | ----- | ----- | ----- | ----- | ------ |
| 5 998 | 7 143 | 8 597 | 8 666 | 9 846 | 10 839 |

| 1920   | 1930   | 1940   | 1950  | 1960  | 1970  |
| ------ | ------ | ------ | ----- | ----- | ----- |
| 11 473 | 10 617 | 10 768 | 9 113 | 8 311 | 7 865 |

| 1980  | 1990  | 2000  | 2010  | - | - |
| ----- | ----- | ----- | ----- | - | - |
| 7 902 | 7 642 | 8 815 | 8 906 | - | - |